# 卡拉帕塔什
卡拉帕塔什是葡萄牙布拉干萨区的一个堂区。总面积6.7平方公里，总人口225人，人口密度33.6人/平方公里。